# Halle au blé (Bourges)

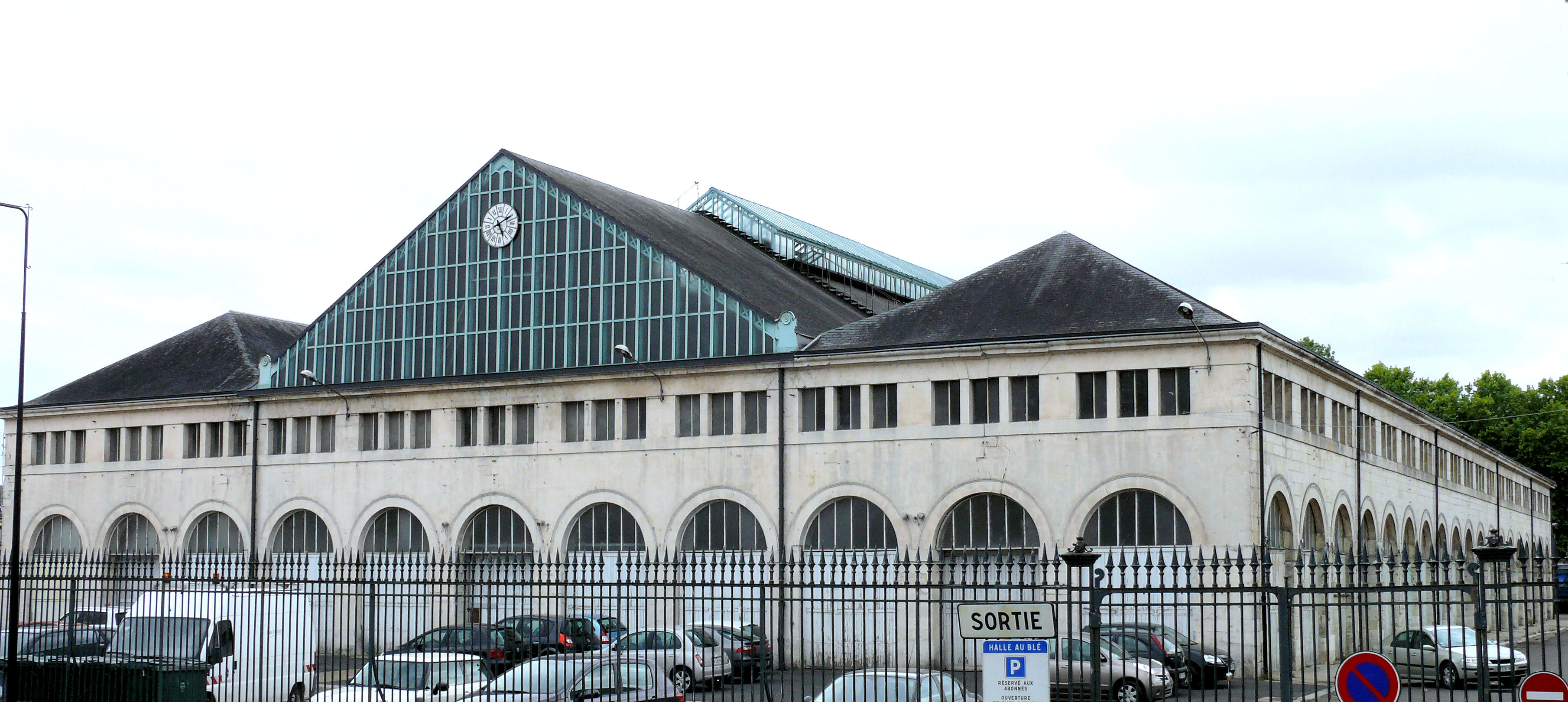
Markthalle in Bourges

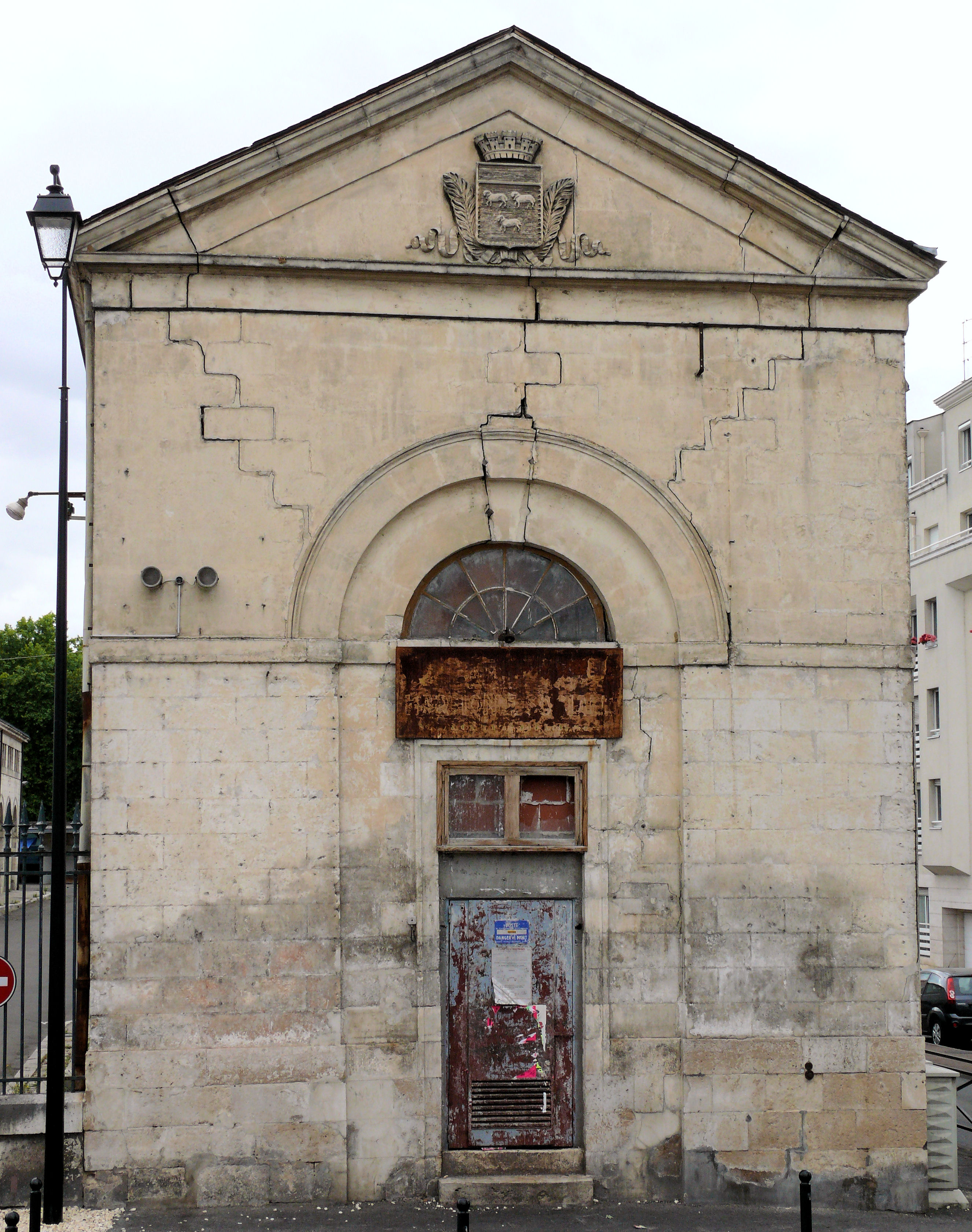
Eingang

Die Halle au blé (deutsch Getreidehalle) in Bourges, einer französischen Stadt im Département Cher in der Region Centre-Val de Loire, wurde von 1832 bis 1836 errichtet. Die Markthalle an der Rue de la Halle steht seit 1984 als Monument historique auf der Liste der Baudenkmäler in Frankreich.
Die Halle wurde nach Plänen des Stadtarchitekten Juillien Barthélemy erbaut. Der offene Innenhof, um den sich das Gebäude ursprünglich mit Arkaden erstreckte, wurde 1892 mit einem Glasdach geschlossen.